# Follia de dona
Follia de dona (títol original: Heller Wahn) és una pel·lícula germano-francesa dirigida per Margarethe von Trotta, estrenada l'any 1983. Ha estat doblada al català.

## Argument
Ruth, esposa d'un cèlebre pacifista, té por de la gent. Olga, professora de literatura i esposa d'un director de teatre d'èxit, coneix Ruth durant unes vacances, i ambdues es fan amigues. Els homes parlen, les dones escolten, ignorades pels seus marits.

## Repartiment
- Hanna Schygulla: Olga
- Angela Winkler: Ruth
- Peter Striebeck: Franz
- Christine Fersen: Erika
- Franz Buchrieser: Dieter
- Wladimir Yordanoff: Alexaj